# فرانسیس ژاور گروبار
فرانسیس ژاور گروبار (انگلیسی: Franz Xaver Gruber؛ ۲۵ نوامبر ۱۷۸۷ – ۷ ژوئن ۱۸۶۳) آهنگساز، و شاعر اهل اتریش بود.